# Blauer Mirakelbarsch
Der Blaue Mirakelbarsch (Assessor macneilli), auch Mac Neills Mirakelbarsch genannt, ist eine Fischart aus der Familie der Mirakelbarsche (Plesiopidae), die im australischen Great Barrier Reef und in den Korallenriffen an der Küste von Neukaledonien vorkommt.

## Merkmale
Die Mirakelbarschart wird 6 cm lang, ist langgestreckt und seitlich etwas abgeflacht. Die Körperhöhe ist 3 bis 3,3 mal in der Standardlänge enthalten. Die Länge der Brust- und Bauchflossen entspricht in etwa der Kopflänge; die Schwanzflosse ist kürzer. Der Kopf ist kurz und nimmt weniger als ein Drittel der Standardlänge ein. Rumpf, Kopf und alle Flossen mit Ausnahme der Brustflossen sind dunkelblau gefärbt; die Brustflossen sind mehr oder weniger transparent.
Morphometrie:
- Flossenformel: Dorsale XI/8½–9½; Anale III/9½; Pectorale 15; Ventrale 1/4.
- Schuppenformel: SL 16–21 + 1–7.
- Kiemenrechen 33–36.
- Branchiostegalstrahlen 6.

## Lebensweise
Der Blaue Mirakelbarsch lebt sehr versteckt in Korallenriffen in Tiefen von 3 bis 15 Metern in Höhlen oder anderen Bereichen ohne Sonnenlichteinfall. Oft finden sich in Höhlen größere Ansammlungen von mehr als 100 Exemplaren. An der Decke einer Höhle schwimmen sie mit dem Bauch nach oben. Der Blaue Mirakelbarsch ist ein Maulbrüter, wobei die Männchen sich um die Eier kümmern. Das Gelege umfasst etwa 200 bis 250 Eier, die zunächst milchig sind, später aber transparent werden, so dass man die Augen der Embryos sehen kann. Die Larven schlüpfen nach 15 bis 16 Tagen. Sie sind 4 bis 5 mm lang, weitgehend transparent und schwimmen nach zum Substrat. Blaue Mirakelbarsche ernähren sich vor allem von Flohkrebsen, Muschelkrebsen und Ruderfußkrebsen.